# Legbąd (gromada)
Legbąd – dawna gromada, czyli najmniejsza jednostka podziału terytorialnego Polskiej Rzeczypospolitej Ludowej w latach 1954–1972.
Gromady, z gromadzkimi radami narodowymi (GRN) jako organami władzy najniższego stopnia na wsi, funkcjonowały od reformy reorganizującej administrację wiejską przeprowadzonej jesienią 1954 do momentu ich zniesienia z dniem 1 stycznia 1973, tym samym wypierając organizację gminną w latach 1954–1972.
Gromadę Legbąd z siedzibą GRN w Legbądzie utworzono – jako jedną z 8759 gromad na obszarze Polski – w powiecie tucholskim w woj. bydgoskim, na mocy uchwały nr 24/15 WRN w Bydgoszczy z dnia 5 października 1954. W skład jednostki weszły obszary dotychczasowych gromad Legbąd, Biała, Łosiny, Klocek, Rzepiczna i Woziwoda ze zniesionej gminy Legbąd w tymże powiecie. Dla gromady ustalono 16 członków gromadzkiej rady narodowej.
1 stycznia 1972 do gromady Legbąd włączono sołectwo Wielka Komorza z gromady Tuchola oraz miejscowość Nadolna Karczma ze zniesionej gromady Raciąż w tymże powiecie.
Gromada przetrwała do końca 1972 roku, czyli do kolejnej reformy gminnej.